# محوطه و گورستان مالگاه چال کوه پس
محوطه و گورستان مالگاه چال کوه پس مربوط به اواخر هزاره دوم و اوایل هزاره اول قبل از میلاد است و در شهرستان سیاهکل، بخش دیلمان، دهستان دیلمان، روستای کوه پس واقع شده و این اثر در تاریخ ۲۷ اسفند ۱۳۸۶ با شمارهٔ ثبت ۲۲۵۱۰ به‌عنوان یکی از آثار ملی ایران به ثبت رسیده‌است.